# Jerzy Kacprzak
Jerzy Kacprzak (Gdynia, 1933. november 22. – ?) lengyel nemzetközi labdarúgó-játékvezető.

## Pályafutása

### Nemzetközi játékvezetés
A Lengyel labdarúgó-szövetség Játékvezető Bizottsága (JB) terjesztette fel nemzetközi játékvezetőnek, a Nemzetközi Labdarúgó-szövetség (FIFA) 1978-tól tartotta nyilván bírói keretében. Több nemzetek közötti válogatott és klubmérkőzést vezetett, vagy működő társának partbíróként segített. Az angol nemzetközi játékvezetők rangsorában, a világbajnokság-Európa-bajnokság sorrendjében többedmagával a 21. helyet foglalja el 1 találkozó szolgálatával. Az aktív nemzetközi játékvezetéstől 1981-ben búcsúzott. Válogatott mérkőzéseinek száma: 3.

#### Világbajnokság
A világbajnoki döntőhöz vezető úton Spanyolországba a XII., az 1982-es labdarúgó-világbajnokságra a FIFA JB bíróként alkalmazta.

##### Selejtező mérkőzés
| Időpont             | Helyszín             | Mérkőzés típusa           | Mérkőzés        | Eredmény | Nézők száma |
| ------------------- | -------------------- | ------------------------- | --------------- | -------- | ----------- |
| 1981. szeptember 9. | Városi Stadion, Oslo | előselejtező (4. csoport) | Norvégia–Anglia | 2 – 1    | 28 500      |

## Sportvezetőként
A lengyel Játékvezető Bizottság elnöke lett.

## Magyar vonatkozás
| Időpont           | Helyszín                   | Mérkőzés típusa              | Mérkőzés                   | Eredmény | Nézők száma |
| ----------------- | -------------------------- | ---------------------------- | -------------------------- | -------- | ----------- |
| 1980. április 30. | Všešportový Stadion, Kassa | felkészülési (545. mérkőzés) | Csehszlovákia–Magyarország | 1 – 0    | 30 000      |